# Fanny Meissner
Fanny Meissner (* 10. Oktober 1841 als Franziska Diemer in Graz; † 16. Juni 1919 in Wien) war eine österreichische Schriftstellerin und Sozialarbeiterin.

## Leben
Fanny Meissner zog als Zweijährige mit der Familie nach Wien, wo der Vater, der Germanist und spätere k. k. Regierungsrat Josef Diemer, der durch die Auffindung und Herausgabe der Deutschen Gedichte des 11. und 12. Jahrhunderts bekannt geworden war, Leiter der k. k. Universitätsbibliothek Wien wurde.
Meissner begann früh, Rezensionen in periodischen Schriften zu veröffentlichen. Am 19. September 1863 heiratete sie Leopold Florian Meissner († 29. April 1895), Polizeikommissär, späterer Hof- und Gerichtsadvokat, langjähriger Bürgermeister von Währing und Schriftsteller. Die Ehe blieb kinderlos.

## Soziales Engagement
Meissner gründete 1882 den Zweigverein Währing-Hernal-Ottakring des Roten Kreuzes, dessen Präsidentin sie auch wurde, und die Frauenortsgruppe des Deutschen Schulvereines in Währing, dessen Vorsteherin sie ebenso war wie die der Frauen- und Mädchenortsgruppe in Währing. Sie war Präsidentin des Frauenhilfsvereins des Roten Kreuzes und Schriftführerin der Frauenortsgruppe „Innere Stadt Wien“ des Schulvereins. 1896 trat Meissner in den Ausschuss des Wiener Frauenerwerbvereins ein.
1897 war Meissner Delegierte des patriotischen Hilfsvereins bei der Internationalen Konferenz des Roten Kreuzes in Wien. Außerdem organisierte sie die Mittel für ein Reservespital durch Elite-Bälle, Picknicks und Veranstaltungen. 1903 war Meissner Ersatzmitglied in der Bundesleitung des Roten Kreuzes und – als einzige Bürgerliche – von 1911 bis 18 zweite Vizepräsidentin.

## Werk
Als Leopold Florian Meissner schwer erkrankte, diktierte er seiner Gattin seine Erinnerungen (erschienen 1892 bei Reclam unter dem Titel Aus den Papieren eines Polizeikommissärs). Nach seinem Tod gab die Witwe die von ihrem Mann verfassten, in Wien damals sehr bekannten Weihnachtsspiele heraus.
Franziska Meissners eigene publizistische Arbeit begann mit Veröffentlichungen, zum Teil nach Vorträgen, die sie für das Rote Kreuz und den Deutschen Schulverein gehalten hatte. Krankenpflege im Kriege und die Hilfeleistung der Frauen von den ältesten Zeiten bis zum Vertrag von Genf und Die deutsche Volksschule in ihren Anfängen bis zu Maria Theresia und Friedrich dem Grossen wurden vom „Deutschen Verein zur Verbreitung gemeinnütziger Kenntnisse“ in Prag veröffentlicht. Außerdem schrieb Meissner politische, teils historische Aufsätze für Wiener Tags- und Wochenblätter und veröffentlichte in Kalendern, Jahrbüchern etc. patriotischer und pädagogischer Vereine. 
Meissner befasste sich auch mit der rechtlichen Situation der Frauen in Österreich und hielt am 25. September 1896 beim 1. Internationalen Frauenkongress in Berlin den Vortrag „Frauenrecht in Österreich“.
Ihre letzte Ruhestätte befindet sich auf dem Wiener Zentralfriedhof (Gruppe 27A, Reihe 1, Nummer G2)

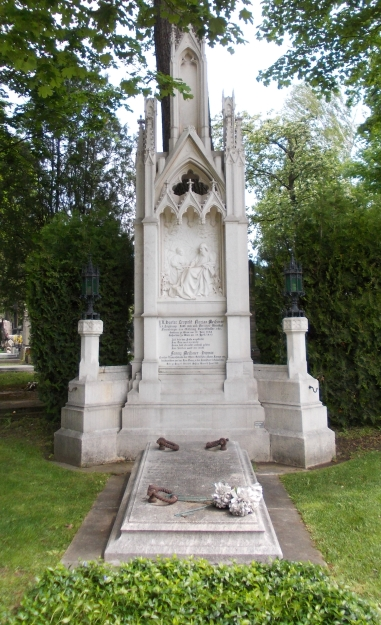
Grabstätte von Franziska Meissner

## Veröffentlichungen
- Die deutsche Volks-Schule in ihren Anfängen bis zu Maria Theresia und Friedrich dem Großen. Prag 1886 (Signatur der ÖNB: 393.143-B.117)
- Die Krankenpflege im Kriege und die Hilfeleistung der Frauen von den ältesten Zeiten bis zum Vertrag von Genf. Prag 1887 (Signatur der ÖNB: 393143-B.120)
- Fünfundzwanzig Jahre im Dienste des Roten Kreuzes. Jasper, Wien 1907 (Signatur der ÖNB: 450876-B)